# Puddelprocess

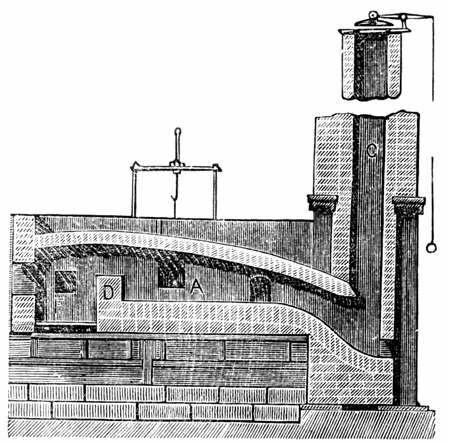
Puddelugn

Puddelprocess var en metod att göra smidesjärn av tackjärn.
Det var 1784 som Henry Cort uppfann av denna järnframställningsmetod. Skillnaden från andra metoder var att det bränsle som användes för att hetta upp järnet inte kom i direktkontakt med järnet. I en flamugn placerades tackjärn på ett rostgaller i ugnen och värmdes med stenkol. Till en början blev framgångarna små då ungsbotten murades av kiselsyrerikt eldfast tegel, som vid bränningen avfrättes av den järnhaltiga slaggen. 1818 uppförde dock britten Roger ugnsbottnar av tackjärnshällar, som infordrades med järnrik slagg, vilket innebar metodens framgång. Gottfried Pietzkas vridbara tvillingugn och Carl Wilhelm Siemens roterande ugn med generatorer hör till några av de mest utmärkande exemplen på utvecklingen av puddelugnen.
I en särskild ugn placerades järnmalm eller järnrik slagg och sedan värmdes ugnen upp med generatorgas, stenkol eller annat fossilt bränsle. När detta järn smält fyllde man på ugnen med tackjärn som sedan fick smälta. När allt järn smält rabblades det av ugnspersonalen (puddlarna), d.v.s. man rörde om i massan med ett särskilt spett, i syfte att få tackjärnet och det övriga järnet att blandas. På detta sätt färskades järnet och bildade klumpar av smidesjärn. Dessa klumpar lyftes ut och bearbetades sedan under en hammare eller puddelklämma vilken pressade ut så mycket slagg som möjligt. Därefter valsades järnet till råstänger som i sin tur garvades för att bli av med mer slagg. Helt rent blev aldrig järnet och metoden blev aldrig särskilt vanlig i Sverige, medan den i stenkolsproducerande länder under en tid dominerade järnframställningen.

## Fotogalleri

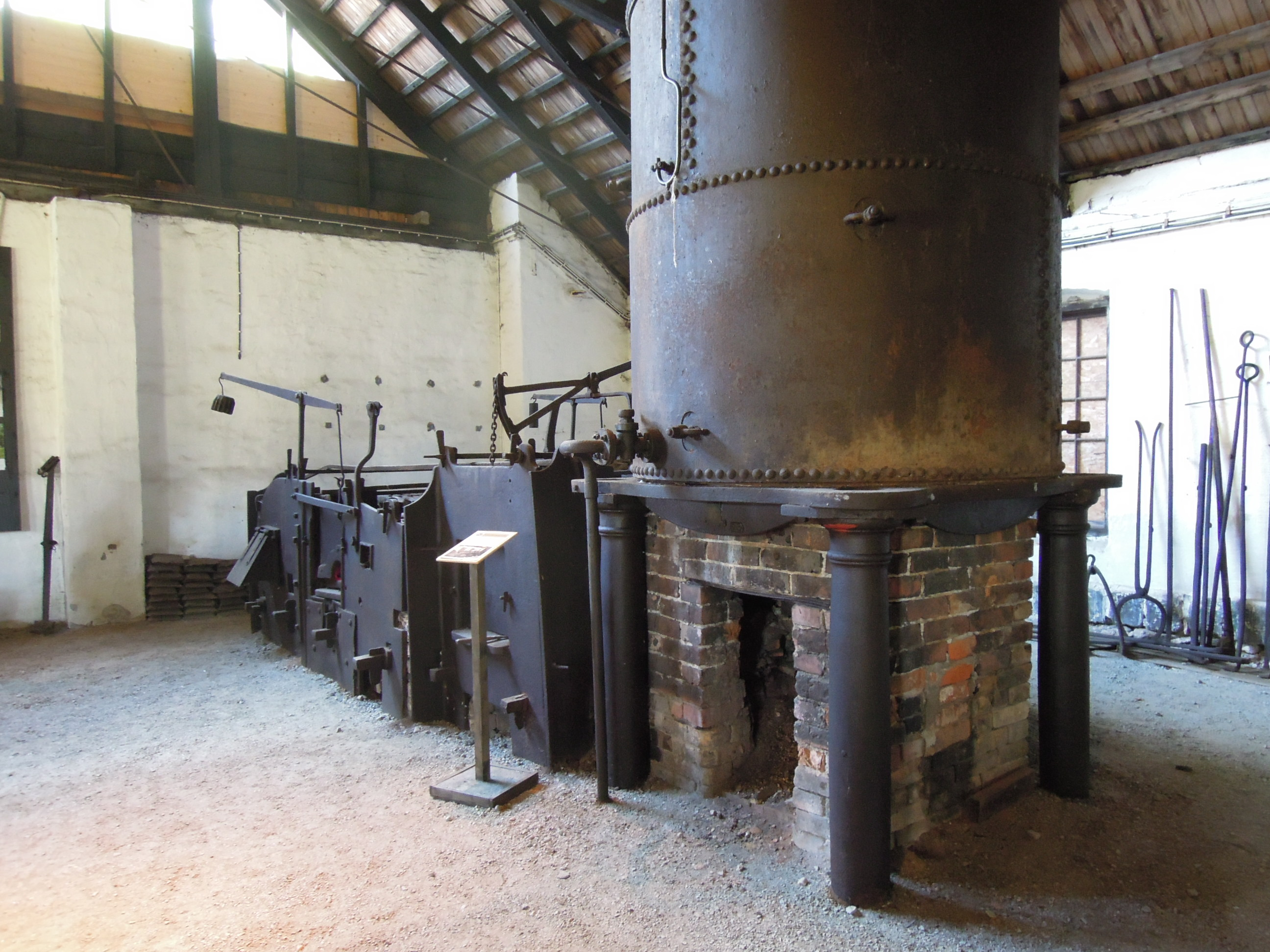
Vedeldad puddelugn i Surahammars bruksmuseum.
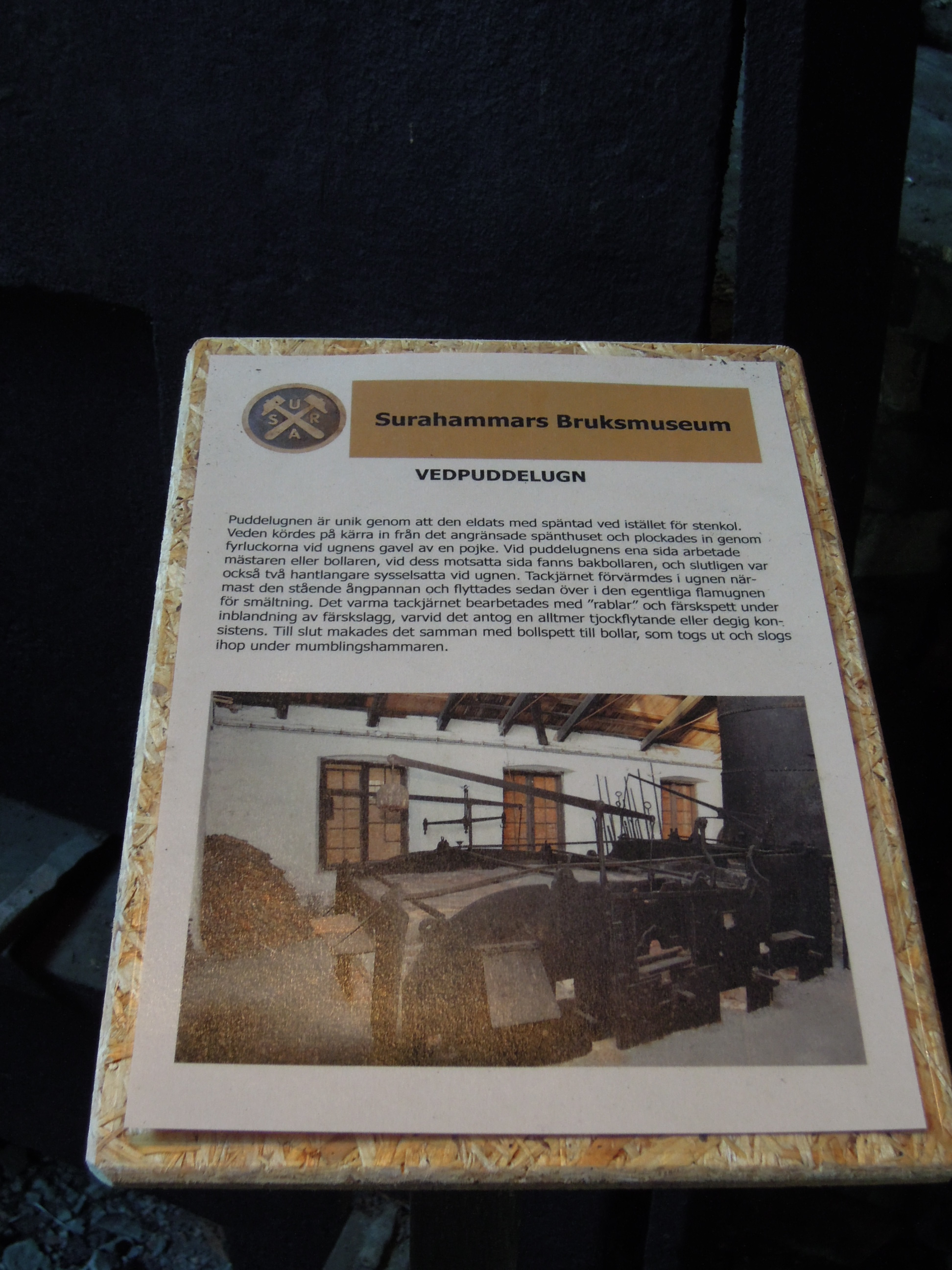
Informationsskylt i Surahammars bruksmuseum.